# Vakodrazana
 (août 2011).
Si vous disposez d'ouvrages ou d'articles de référence ou si vous connaissez des sites web de qualité traitant du thème abordé ici, merci de compléter l'article en donnant les références utiles à sa vérifiabilité et en les liant à la section « Notes et références ».
Le vakodrazana ou hira gasy, est un spectacle populaire de  Madagascar assimilable au théâtre populaire ou à l'opérette. Composé de musique, de chants et de danses propres à la culture des peuples des hauts plateaux centraux de Madagascar (les Merina en particulier), les représentations se déroulent indifféremment en plein air ou en salle. La mise en scène implique souvent le port de costumes très colorés (les hommes peuvent par exemple porter des tuniques malabary rouge vif et les femmes, toujours en lamba, portent parfois des robes roses ou vertes).

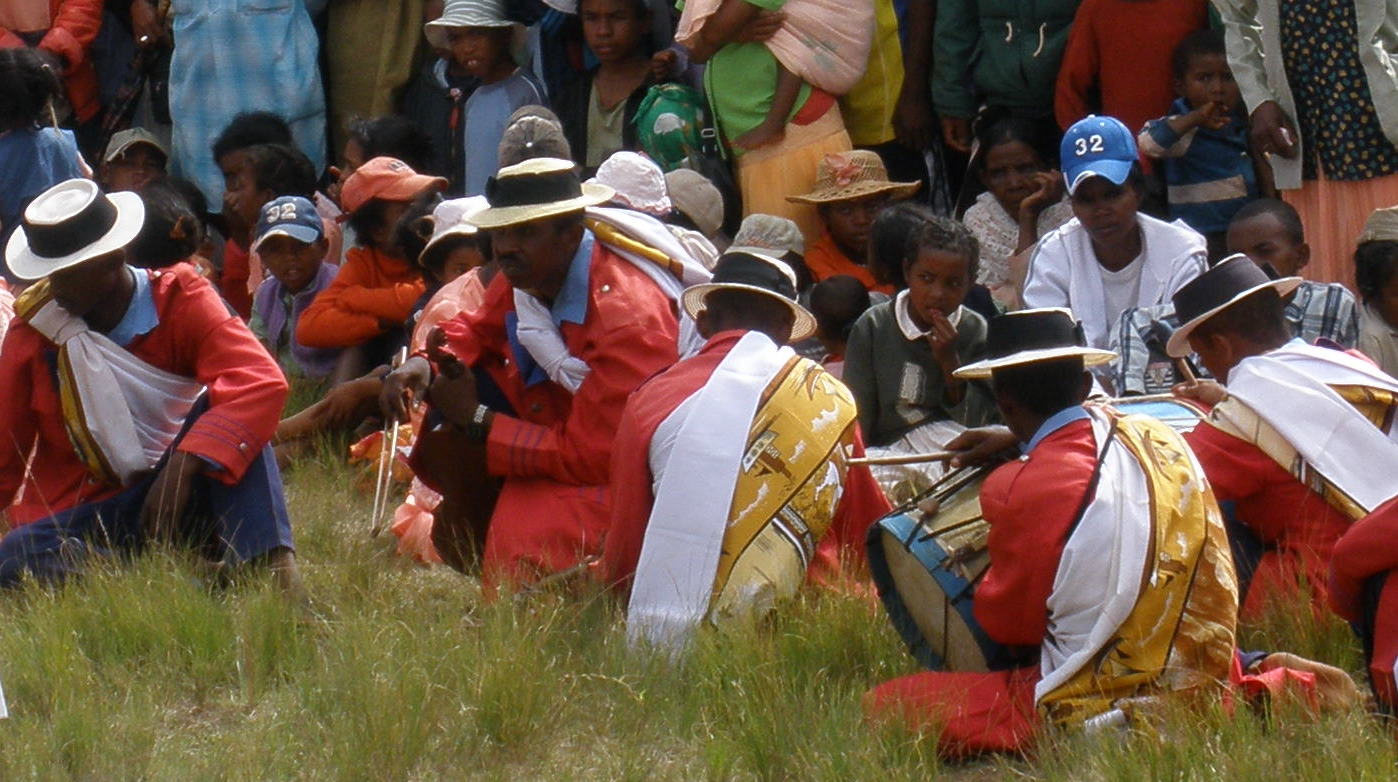
Musiciens de hira gasy, Madagascar, 2008

## La tradition historique
Signifiant littéralement « traditions des ancêtres » (vakoka = traditions et razana = ancêtres), le vakodrazana synthétise en un seul spectacle de nombreuses traditions artistiques (musiques, danses, littératures orales) capitalisées de longue date par les peuples des hauts-plateaux de Madagascar.
Apparu vers la fin du XVIIIe siècle, le hira gasy (littéralement « chants malgaches ») fut un moyen utilisé par le souverain Andrianampoinimerina pour communiquer avec ses sujets. Une troupe de mpihira gasy, musiciens, accompagna le souverain lors de ses apparitions.
Les musiciens auraient donc pour mission l'éducation du peuple, et à travers le kabary, l'art du discours ; le hainteny, bref discours dans le style traditionnel ; les ohabolana, proverbes et sagesse malgaches ; les messages du roi et ses opinions se transmettent rapidement à un large auditoire.
- Chaque spectacle renferme la plupart du temps – et non sans un certain humour – un enseignement ou une morale pour chaque catégorie de spectateurs présents : les hommes, les femmes, les enfants et les personnes âgées.
- L'amour en est aussi un thème récurrent : par exemple le drame cornélien où les personnages sont tiraillés entre l'amour et le devoir.

« Le Hiragasy, art du spectacle des Hautes terres Centrales de Madagascar » est inscrit sur la liste représentative du patrimoine culturel immatériel de l'humanité par l'UNESCO en décembre 2023.

## Les composantes du spectacle contemporain
La musique renferme à la fois la tradition du bemiray issu des traditions polyphoniques des peuples austronésiens d'Asie du Sud-Est et d'Océanie, et le ba gasy, une rythmique ternaire 12/8 de pulse propre à l'Afrique de l'Est et que l'on retrouve dans tous les autres pulses du ternaire 12/8 malagasy. Elle  est généralement jouée par un orchestre constitué dans la plupart des cas de tambours (amponga), de violons et d'instruments à vent comme les cuivres (trompettes, trombone) ou les bois (clarinettes, flûte sodina).
Les paroles font appel à la tradition du kabary, du hain-teny, et des tonon-kalo à la fois et utilisent les ohabolana (proverbes de la sagesse populaire). 
Les danses folkloriques des femmes comportent des mouvements des mains (latsi-tanana) qui rappellent les danses d'Asie du Sud-Est et les mouvements de jambes des hommes (diamanga) rappellent les arts martiaux traditionnels d'Asie du Sud-Est (Cf. par exemple le pencak silat).
De nos jours, le spectacle peut être considéré comme un divertissement où les musiciens rivalisent de créativité en improvisant autour d'un motif convenu.

## Groupes dempihira gasyconnus
- Ramilison Fenoarivo (appelé aussi Ramilison Besigara)
- Dada Gaby

## Artistes malagasy s'inspirant du hira gasy
- Rakoto Frah
- Mahaleo
- Olombelo Ricky
- Hanitra
- Erick Manana
- Justin Vali
- Rossy
- Rakoto Frah Zanany (ou Rakoto Frah Junior)
- Tony Rabeson
- Nicolas Vatomanga

## Liens utiles
- « Ecouter Mahaleo, Rakoto Frah, Erick Manana, Rossy et beaucoup d'autres artistes de Madagascar »(Archive.org • Wikiwix • Archive.is • Google • Que faire ?)
- Ramilison Fenoarivo Hira Gasy
- Le hira gasy
- le hira gasy : culture et tradition merina.